# Mauri Ugartemendia
Mauricio Ugartemendia Lauzirika (Guernica, España, 26 de abril de 1934-Ibídem, 17 de febrero de 2022), más conocido como Mauri, fue un futbolista y entrenador español. Destacó como centrocampista en el Athletic Club, en el que jugó once temporadas.

## Trayectoria
Empezó a jugar en la SD Gernika de su localidad para, posteriormente, jugar en el Club Deportivo Getxo de Tercera División. En 1953 fichó por el Athletic Club para sustituir a Rafa Iriondo, histórico extremo derecho del club rojiblanco. Sin embargo, con la llegada del entrenador Ferdinand Daučík se reconvirtió en centrocampista y formó una de las parejas más famosas de la época junto a Maguregi. En el club bilbaíno jugó once temporadas, jugó casi trescientos partidos y marcó más de setenta goles, el más recordado el de la final de Copa de 1958 frente al Real Madrid.
el club bilbaíno jugó once temporadas, en las que acumuló 293 partidos y 72 goles. En el equipo bilbaíno formó una media muy popular junto a Maguregui. Su gol más recordado fue anotado en la famosa final de Copa ante el Real Madrid (2-0), en 1958. El equipo vasco fue denominado como el equipo de los once aldeanos.
Posteriormente jugó en el Recreativo de Huelva, en Segunda División, y en mitad de la temporada 1965-66 se marchó al Sabadell de Primera División. Finalizó su carrera como futbolista en el Real Avilés en 1967.

## Clubes
| Club                            | País   | Año       |
| ------------------------------- | ------ | --------- |
| C. D. Getxo                     | España | 1952-1953 |
| Athletic Club                   | España | 1953-1965 |
| R. C. Recreativo Huelva         | España | 1965-1966 |
| Centre d'Esports Sabadell F. C. | España | 1966      |
| Real Avilés C. F.               | España | 1966-1967 |

## Selección nacional
Entre 1955 y 1956 vistió la camiseta de la selección española en cinco encuentros amistosos.

## Palmarés
| Título                     | Club          | País   | Año     |
| -------------------------- | ------------- | ------ | ------- |
| Copa del Generalísimo      | Athletic Club | España | 1955    |
| Primera División de España | Athletic Club | España | 1955-56 |
| Copa del Generalísimo      | Athletic Club | España | 1956    |
| Copa del Generalísimo      | Athletic Club | España | 1958    |